# پاپی هیلز گلف کورس
پاپی هیلز گلف کورس (به انگلیسی: Poppy Hills Golf Course) یک منطقهٔ مسکونی در ایالات متحده آمریکا است که در کالیفرنیا واقع شده‌است.